# Премия Сакси
Ежегодная премия Сакси (от англ. The Saxxy Awards) — ежегодный конкурс 3D-анимационных фильмов, проводимый компанией Valve. Впервые конкурс прошёл в 2011 году и включал в себя 20 конкурсных категорий. В 2012 году количество категорий было ограничено пятью, и для создания анимации участники должны были использовать Source Filmmaker.
В качестве вознаграждения победители получают внутриигровое оружие в Team Fortress 2 под названием Сакси. Предмет, как и весь конкурс, является пародией на премию Американской киноакадемии (Оскар). Победитель в категории «Лучший в целом» 2012 года был доставлен самолётом в компанию Valve в Белвью, штат Вашингтон, для сеанса кинопроизводства с собственными режиссёрами компании, что стало традицией для каждой из последующих премий Saxxy Awards. С 2012 года победителям было вручено 26 премий Сакси. После 2017 года Valve не проводила ещё одного конкурса Saxxy Awards и на данный момент ничего о нём не сообщает. Это побудило фанатов и артистов SFM учредить премию Community Saxxy Awards в 2021 году в ответ на бездействие Valve.

## Концепция
Первоначально премия Сакси проводилась для поощрения поклонников Team Fortress 2 на создание машинимы (фильмы по видеоиграм), основанные на ТФ2. С тех пор конкурс расширился и включил в себя другие видеоигры. Перед номинацией 2012 года Valve выпустила программу Source Filmmaker, которая позволяла пользователям анимировать свои собственные видеоролики, используя ресурсы игр Valve, включая модели, диалоги, звуковые эффекты и системы частиц. Победители конкурса определяются путем публичного голосования и жюри Valve, что позволяет избирателям оценивать участников используя онлайн-платформу Steam для голосования.

## Конкурс 2012 года
Премия Сакси 2012 года была объявлена Valve в августе. Голосование началось 16 ноября 2012 г. и продлилось до 27 ноября. Короткий период голосования был обусловлен тем, что Valve планировала показать видео, которое выиграло в категории «Лучшее в целом» на церемонии вручения наград Spike Video Game Awards 7 декабря. В 2012 году 20 конкурсных категорий были сокращены до пяти: «Лучший боевик», «Лучший повтор», «Лучшая комедия», «Лучшая драма» и «Лучший в целом». Конкурс 2011 года требовал, чтобы весь видеоконтент был основан исключительно на повторах Team Fortress 2, но в 2012 году к использованию разрешили любой контент, основаный на работах Valve. Финалисты 2012 года получили предмет, который представлял собой видеокамеру, используемую в качестве оружия ближнего боя, а победители получили по вышеупомянутый Сакси.
Победители в номинациях «Лучший боевик», «Лучший повтор», «Лучшая комедия», «Лучшая драма» были объявлены 30 ноября , но победитель в категории «Лучший в целом» не был назван до церемонии Spike Video Game Awards. Победители получили золотую статую персонажа игры Сакстона Хейла , а победителю в номинации «Лучший в целом» была предоставлена поездка в штаб-квартиру Valve для встречи с командой, создавшей Source Filmmaker.
Победители 2012 года:
- Лучшее в целом: «Story of a Sentry»
- Лучший боевик: «Meet the Dumpster Diver»
- Лучшая комедия: «The Wishmaker»
- Лучшая драма: «Bad Medicine»
- Лучший повтор: EPIC High Five Fail

## Конкурс 2013 года
Вручение премии Сакси 2013 было объявлено 2 октября года, а заявки принимались с 11 по 18 ноября. Номинации были объявлены 25 ноября , победители — 26 ноября в 16:00 по тихоокеанскому времени.
Победители 2013 года:
- Лучший короткометражный фильм: «The Mann Co. Symphony»
- Лучший боевик: «Chinatown Getaway»
- Лучшая комедия: «Disruption»
- Лучшая драма: «Till Death Do Us Part Two» (Первая часть была номинирована в 2012 году)
- Лучший в целом:«Lil' Guardian Pyro»

Почетные упоминания:
- Лучший ответ на обновление Team Fortess: «War»
- Лучшее знакомство с командой: Meet the Fem Sniper
- Лучшая анимация в стиле GMod: The Advantages of Sandviches
- Лучший мюзикл: «Down In The Intel Room»
- Лучшая поздняя запись: «A Wrench in the Gears»

## Конкурс 2014 года
Вручение премии Сакси 2014 было объявлено 24 июля 2014 года, заявки принимались с 16 по 23 сентября  Номинации были объявлены 30 сентября , а имена победителей 1 октября в 16:00 по тихоокеанскому времени.
Победители 2014 года:
- Лучший короткометражный фильм: «Team Fortress 2 in 60 Seconds»
- Лучший боевик: «Rivalry Rush»
- Лучшая комедия: «About a Scout»
- Лучшая драма: «DEFECT_»
- Лучшее в целом: «Animation vs. Animator»

Почетные упоминания:
- Лучший поздний вход: «Defuse on The Fly»
- Лучшая пьеса продолжительностью пять минут: «Wanted Warehouse»
- Лучший оригинальный персонаж: «Cubey»
- Лучший кроссовер: «The C4 Courier»
- Лучшее решение серьёзной темы: «Behind the Mask»

## Конкурс 2015 года
Вручение премии Saxxy Awards 2015 было объявлено 21 августа 2015 года . Заявки принимались со среды, 4 ноября, 15:00 до среды, 11 ноября, 15:00 по тихоокеанскому времени. Номинации были объявлены 17 ноября 2015 г., а имена победителей 18 ноября 2015 г. В отличие от предыдущих лет, в состав команды, создавшей лучший ролик в номинации «Лучший в целом», входили девять человек.
Победители 2015 года:
- Лучший короткометражный фильм: «A Dang Good Cop»
- Лучший боевик: «Micro-Mann»
- Лучшая комедия: «Food Fortress»
- Лучшая драма:«Dota 2 - Together We Stand»
- Лучшее расширенное издание: «It's Play Time»
- Лучший в целом: «Turbulence»

Почетные упоминания:
- Лучшая поздняя запись: «Secret Lives»
- Лучшая скетч-комедия: «Blu Team's Day Off»
- Лучшее раскрытие наших секретных планов: «Mann Vs. Hat»
- Приз зрительских симпатий: «Mechanical Mishap»
- Лучший 2D/3D-мэшап: «A Spark Of Life»
- Лучшая реклама другой игры: «No Time To Waste»

## Конкурс 2016 года
Вручение премии Saxxy Awards 2016 было объявлено 9 августа . Заявки принимались с 15:00 пятницы, 4 ноября, до 15:00 пятницы, 11 ноября, по тихоокеанскому стандартному времени. Номинации были объявлены 17 ноября., а имена победителей были объявлены 18 ноября. Как и в прошлом году, команда «Лучший в целом» состояла из девяти человек.
Победители 2016 года:
- Лучший короткометражный фильм: «Power of Art»
- Лучший боевик: «The Pybro»
- Лучшая комедия: «Healirious»
- Лучшая драма: «Living in Obscurity»
- Лучшее расширенное издание: Reinstated: «The Arrival»
- Лучший в целом: «Timeless Thief»

Почетные упоминания:
- Приз зрительских симпатий: «Lunch Break»
- Лучший фильм в честь: «Protonic Morons»
- Лучшая незаконченная работа: «A Shattered Dream»

## Конкурс 2017 года
Премия Saxxy Awards 2017 была объявлена 5 декабря. Заявки принимались с четверга, 1 марта, 15:00 до четверга, 8 марта, 15:00 по тихоокеанскому стандартному времени. Номинации были объявлены 14 марта 2018 г., а имена победителей были объявлены 15 марта 2018 г.
Победители 2017 года:
- Лучший короткометражный фильм: «Player's Portrait»
- Лучший боевик: «Board Room»
- Лучшая комедия: «Chicken Strike»
- Лучшая драма: «Legacy»
- Лучшее расширение: «Leak»
- Лучший в целом: «Agent Gunn: Vulkanite»

Почетные упоминания:
- The Box Mann
- Inside Surgery
- Meet The Janitor

## Награды Community Saxxy Awards
После 2017 года Valve не проводила ни одного конкурса Saxxy Awards. По состоянию на 2023 год Valve не прокомментировала отмену конкурса. В качестве компенсации группа аниматоров Source Filmmaker из сообщества SFM учредила в 2021 году премию Community Saxxy Awards в ответ на бездействие Valve.

## Исходники
1. ↑  Source Filmmaker. Дата обращения: 6 октября 2013. Архивировано 1 октября 2013 года.
2. 1 2  Source Filmmaker's Community Is Reviving The Saxxy Awards. Дата обращения: 27 октября 2021. Архивировано 26 октября 2021 года.
3. 1 2 3  Hillier, Brenna (16 ноября 2012). Valve opens voting for 2012 Saxxy Awards. VG247. Архивировано 24 декабря 2012. Дата обращения: 28 декабря 2012.
4. ↑  The Fourth Annual Saxxy Awards! Source Filmmaker. Valve (24 июля 2014). Дата обращения: 29 июня 2015. Архивировано 27 июля 2015 года.
5. 1 2  Senior, Tom (16 ноября 2012). Valve Saxxy video Award voting is underway. PC Gamer. Архивировано 29 декабря 2012. Дата обращения: 28 декабря 2012.
6. 1 2 3 4  Farokhmanesh, Megan. Valve's second annual Saxxy Awards winners revealed, 'Best Overall' still to come. Polygon.com (1 декабря 2012). Дата обращения: 28 декабря 2012. Архивировано 7 декабря 2012 года.
7. ↑  Good, Owen (15 ноября 2012). For Your Consideration: The Second Annual Saxxy Awards. Kotaku. Дата обращения: 28 декабря 2012.
8. 1 2 3  Nunneley, Stephany (1 декабря 2012). Saxxy Awards winners announced, Best Overall to be featured during VGAs pre-show. VG247. Архивировано 4 января 2013. Дата обращения: 28 декабря 2012.
9. ↑  2012 Saxxy Awards. TeamFortress.com. Valve. Дата обращения: 28 декабря 2012. Архивировано 23 декабря 2012 года.
10. ↑  SFM Team (2 октября 2013). The Third Annual Saxxy Awards!. Source Filmmaker. Valve. Архивировано 6 октября 2013. Дата обращения: 6 октября 2013.
11. ↑  SFM Team (25 ноября 2013). The 2013 Saxxy Award Nominees Have Been Announced!. Source Filmmaker. Valve. Архивировано 2 декабря 2013. Дата обращения: 27 ноября 2013.
12. ↑  SFM Team (26 ноября 2013). The Winners for the Third Annual Saxxy Awards are Announced!. Source Filmmaker. Valve. Архивировано 3 декабря 2013. Дата обращения: 27 ноября 2013.
13. ↑  SFM Team (24 июля 2014). The Third Annual Saxxy Awards!. Source Filmmaker. Valve. Архивировано 18 октября 2014. Дата обращения: 17 ноября 2014.
14. ↑  SFM Team (30 сентября 2014). Announcing the 2014 Saxxy Awards Nominees!. Source Filmmaker. Valve. Архивировано 6 февраля 2015. Дата обращения: 17 ноября 2014.
15. ↑  SFM Team (1 октября 2014). The Winners of the 2014 Saxxy Awards!. Source Filmmaker. Valve. Архивировано 29 ноября 2014. Дата обращения: 17 ноября 2014.
16. ↑  Source Filmmaker. Source Filmmaker. Дата обращения: 29 ноября 2015. Архивировано 24 декабря 2015 года.
17. ↑  The Saxxy Awards 2015. Source Filmmaker. Дата обращения: 29 ноября 2015. Архивировано 20 ноября 2015 года.
18. 1 2  Source Filmmaker. Source Filmmaker. Дата обращения: 29 ноября 2015. Архивировано 21 ноября 2015 года.
19. 1 2  Source Filmmaker. Source Filmmaker. Дата обращения: 29 ноября 2015. Архивировано 21 ноября 2015 года.
20. ↑  Source Filmmaker - Saxxy Awards. Source Filmmaker. Дата обращения: 29 ноября 2015. Архивировано 26 ноября 2015 года.
21. ↑  Source Filmmaker. Source Filmmaker. Дата обращения: 18 ноября 2016. Архивировано 18 ноября 2016 года.
22. ↑  The Saxxy Awards 2016. Source Filmmaker. Дата обращения: 18 ноября 2016. Архивировано 18 ноября 2016 года.
23. ↑  Source Filmmaker. Source Filmmaker. Дата обращения: 18 ноября 2016. Архивировано 19 ноября 2016 года.
24. ↑  Source Filmmaker. Source Filmmaker. Дата обращения: 18 ноября 2016. Архивировано 19 ноября 2016 года.
25. ↑  Source Filmmaker - Saxxy Awards. Source Filmmaker. Дата обращения: 18 ноября 2016. Архивировано 18 ноября 2016 года.
26. ↑  Saxxy Awards Nominees. Source Filmmaker. Дата обращения: 18 ноября 2016. Архивировано 19 ноября 2016 года.
27. ↑  Source Filmmaker. Source Filmmaker. Дата обращения: 17 марта 2018. Архивировано 17 марта 2018 года.
28. ↑  The Saxxy Awards 2017. Source Filmmaker. Дата обращения: 17 марта 2018. Архивировано 14 марта 2018 года.
29. ↑  Source Filmmaker. Source Filmmaker. Дата обращения: 17 марта 2017. Архивировано 17 марта 2018 года.
30. ↑  Source Filmmaker. Source Filmmaker. Дата обращения: 17 марта 2018. Архивировано 17 марта 2018 года.
31. ↑  Source Filmmaker - Saxxy Awards. Source Filmmaker. Дата обращения: 17 марта 2018. Архивировано 17 марта 2018 года.
32. ↑  Saxxy Awards Nominees. Source Filmmaker. Дата обращения: 17 марта 2018. Архивировано 17 марта 2018 года.